# Muta (Eslovênia)
Muta (em alemão:  Hohenmauthen) é um município da Eslovênia. A sede do município fica na localidade de mesmo nome.